# Sziktivkar
Sziktivkar (oroszul: Cыктывкар) város Oroszország európai részén, Moszkvától 1410 km-re északkeletre, a Komi Köztársaság fővárosa.
Lakossága: 235 006 fő (a 2010. évi népszámláláskor).
A település neve a kezdetektől Uszty-Sziszolszk volt, komi nyelven: Sziktiv-din; mindkettő jelentése: a Sziszola- (Sziktiv-) folyó torkolata. 1930-ban a város hivatalos nevét a komi Sziktivkar-ra változtatták, a komi kar jelentése: település, város.

## Fekvése
A Vicsegda és bal oldali mellékfolyója, a Sziszola összefolyásánál, zömmel a folyók bal partján terül el. A Vicsegda-folyó mentén észak-déli irányban hosszan elnyúlik, Ezsva nevű északi városrésze a központtól kb. 12 km-re fekszik. Legnagyobb tengerszint feletti magassága 172 m, legalacsonyabb pontja 75 m. Területének jelentős része erdő, és a Vicsegdától keletre nagy kiterjedésű erdőségek húzódnak.
Az éghajlat kontinentális. Hosszú és meglehetősen kemény a tél, rövid, de viszonylag meleg a nyár. A januári középhőmérséklet -15 °C, a júliusi 17 °C, a csapadék évi közepes mennyisége 650 mm.

## Történeti áttekintés
Sziktivkar mellett az 5–9. században lakott kisebb település nyomait tárták fel, a helyet ma Krasznaja gorka-nak (Vörös domb) nevezik. A település első írásos említése Uszty-Sziszolszk néven 1586-ból való. 1780-ban városi rangra emelkedett, 1802-ben a Vologdai kormányzóság egyik közigazgatási egységének (ujezd) székhelye lett. Beépítésének tervét a szentpétervári építési bizottság dolgozta ki 1783-ban, ennek értelmében több környékbeli települést a városhoz csatoltak.
Fejlődését elősegítette az európai országrész vidékeiről (például Vologda, Usztyug) az Urálon túlra vezető régi kereskedelmi útvonal megszűnése. A 17. század végén a fő kereskedelmi útvonal jóval délebbre helyeződött át, ezért az itteni hagyományos kereskedelmi központok elvesztették jelentőségüket, de a Sziszolán és a Vicsegdán megélénkülő forgalom Uszty-Sziszolszknak kedvezett. A város a 19. századra helyi jelentőségű kereskedelmi központtá vált. 1833-ban területén 487 portát és 2390 lakost számoltak össze, a lakosság legnagyobb része zürjén nemzetiségű volt (az oroszok és a leírások többnyire zürjénnek nevezték a komikat).
Jóval a várossá nyilvánítás előtt, 1740-ben szentelték fel a település első, kisebb kőtemplomát, melyre a századfordulón második szintet építettek. Mellette emelték 1753–1768 között a Szentháromság-templomot, majd később a harangtornyot. Ezt a Sziszola partján álló épületegyüttest Szentháromság-székesegyháznak nevezték; az 1930-as évek elején lebontották, akárcsak az 1856–1882 között épült a Sztyefan- (István-) székesegyházat. A város első, egyházi iskoláját 1822-ben alapították. A 20. század elején Uszty-Sziszolszk még egyszerű vidéki kisváros, 6500 főnyi lakossága csaknem teljes egészében komi nemzetiségű volt.
1921-ben a szovjet kormány létrehozta a Komi Autonóm Területet. Központja Uszty-Sziszolszk lett, melynek nevét 1930-ban, – várossá nyilvánításának 150. évfordulóján –, Sziktivkarra változtatták. Az autonóm terület 1936-ban Komi Autonóm Szovjet Szocialista Köztársaság lett, ezután kezdődött el a város regionális központtá alakítása, nagy középületeinek kiépítése. A lakosság létszáma gyorsan nőtt (1939-ben – 24 000 fő, 1959-ben – 69 000 fő, 1970-ben – 125 000 fő). 1963-ban a Vicsegda komi nevéről elnevezett Ezsva (sárga folyó) településen nagy faipari kombinát építését kezdték meg, öt évvel később a település a gyárral együtt közigazgatásilag Sziktivkar része, egyik kerülete lett.

## A 21. század elején
Sziktivkar a Komi Köztársaság fővárosa, itt találhatók a köztársasági szintű törvényhozó- és végrehajtó hatalom legfontosabb intézményei. A városnak több kerülete van, de csak az Ezsva kerület rendelkezik saját önkormányzattal. Közigazgatásilag a városhoz tartozik sok kisebb környező település is; közülük néhány már lakóteleppé vált és összenőtt a várossal, mégis megőrizte az egykori falu nevét.
A városközpont jellemzője az íves-sugaras utcaszerkezet. Főtere a Sztyefan tér, itt zajlanak a hivatalos ünnepségek, felvonulások, itt áll többek között a köztársasági elnöki hivatal és a Komi Köztársaság Államtanácsának épülete is. Az utcanevek a szovjet korszak óta alig változtak. A főútvonal a pályaudvartól a központba vezető Kommunyisztyicseszkaja (Kommunista-) utca, itt van a legtöbb üzlet és étterem. A Lenin- és a Szvoboda- (Szabadság-) utcák kereszteződésében kialakított téren áll a 20. század végén épített Permi Szent Sztyefan- (Szent István-) székesegyház.
A tűzoltóság fölött magasodó régi tűztorony a város építészeti jelképe. Az egykori papi szeminárium épülete 1890-ből való, benne a képtár kapott helyet. A sztálini szocreál stílusban épült többek között a pedagógiai főiskola (1938), az akadémia helyi részlege (1941), a mezőgazdasági minisztérium (1948) és a központi könyvtár (1958) épülete is. A 20–21. század fordulóján az új idők jeleként több modern hatású épület is készült.
A régi falusias, faházas utcákból a központban szinte semmi nem maradt. Ezt a hangulatot a megtévesztő nevű Párizs városrész őrzi; az 1812-es napóleoni háború foglyainak idetelepített csoportjáról kapta nevét.

## Népesség
- 1897-ben 4 464 lakosa volt, melyből 3 699 komi (82,9%) és 731 orosz (16,4%).
- 1926-ban 5 068 lakosa volt, melyből 3 486 komi (68,8%) és 1 511 orosz (29,8%).
- 1939-ben 25 281 lakosa volt, melyből 17 106 komi (67,7%) és 7 079 orosz (28%).
- 1959-ben 64 461 lakosa volt, melyből 32 428 komi (50,3%) és 23 186 orosz (36%).
- 1989-ben 234 903 lakosa volt, melyből 127 619 orosz (54,3%), 79 011 komi (33,6%) és 11 213 ukrán (4,8%).
- 2002-ben 245 768 lakosa volt, melyből 143 453 orosz (58,4%), 75 140 komi (30,6%) és 9 600 ukrán (3,9%).
- 2010-ben 250 900 lakosa volt, melyből 165 594 orosz (66%), 64 983 komi (25,9%) és 7 025 ukrán (2,8%).

## Gazdaság
Sziktivkarnak kb. negyven nagy iparvállalata van, közülük az egyik legjelentősebb a villamosenergia szolgáltató Komienergo. Az ipar hagyományos és fejlődő ágazata a fafeldolgozás, a cellulóz- és papíripar, a faiparhoz kapcsolódó gépek gyártása, a vegyipar, valamint a folyami hajók építése és javítása. A városi lakosság ellátását segítik az élelmiszeripar nagyobb vállalatai, mint a kenyérgyárak, a sörgyár vagy a nagyüzemi baromfikeltető telep.
- Sziktivkarban található Európa egyik legnagyobb fafeldolgozó, cellulóz- és papíripari kombinátja, ahol irodai, nyomdai felhasználásra szánt papírok mellett hullámkartont, többféle csomagolóanyagot állítanak elő. Az alapanyagot a komiföldi erdőkben folytatott fakitermelés biztosítja. A korábbi állami nagyvállalatot a Szovjetunió felbomlása után privatizálták, részvényeinek többségét később külföldi befektetők vásárolták meg, a termelést korszerűsítették.[3]
- A furnérgyár fő profilja a bútoriparban és a lakásépítésben is használatos forgácslapok, rétegelt lemezek és márkás laminált padlólapok gyártása.
- Sziktivkarban működik a köztársaság vezető textilipari vállalata, a Komitex.

### Közlekedés
A köztársaság területét délnyugat-északkeleti irányban átszelő, Vorkuta szénbányáihoz vezető vasúti fővonalról kb. 100 km-es mellék¬vonal ágazik le Sziktivkarba. Ez az egyetlen vonal biztosítja a vasúti összeköttetést az európai országrész központi vidékeivel.
Hasonló jelentőségű a dél felől, Kirov városától erre vezető főközlekedési út, mely Sziktivkar környékén ágazik el, északra Uhta felé, a Vicsegda völgyében pedig a köztársaság keleti vidékei felé teremt kapcsolatot.
A város repülőtere régi és elavult, további hátránya, hogy a városközponthoz túlságosan közel fekszik. Helyette 1982-ben a központtól 30 km-re, Szokolovkánál új repülőteret kezdtek építeni, de az 1990-es válságos években az építkezéssel leálltak. Központi forrásból 2007-ben és 2008-ban is jelentős összegeket fordítottak az új repülőtér befejezésére.

## Kultúra, oktatás
Sziktivkar a köztársaság kulturális és felsőoktatási központja. 1949-ben itt hozták létre a Tudományos Akadémia komi részlegét, mely a helyi tudományos élet legfontosabb intézménye lett.
- A felsőfokú oktatási intézmények közül legjelentősebb az 1972-ben alapított Sziktivkari Állami Egyetem. 15 tanszéke és 7500 hallgatója van. Számos létesítménye közül kiemelhető a köztársaság kultúrtörténetének emlékeit bemutató múzeum.
- Komiföld első felsőfokú oktatási intézménye, a tanárképző főiskola 1932-ben létesült. Napjainkban nyolc tanszékkel működik, az egyiken komi nyelv- és irodalom tanárokat is képeznek az általános iskolák számára.
- A Szentpétervári Erdészeti Akadémia kihelyezett tagozata a város erdészeti főiskolája.
- A Komi Köztársaság Nemzeti Múzeuma több részlegből áll. A régészeti és néprajzi múzeumot a 20. század elején hozták létre, ebből alakult ki 1994-ben átszervezéssel, összevonásokkal a nemzeti múzeum. Történeti részlege a kezdetektől a közelmúltig követi végig Komiföld történetét. Néprajzi gyűjteménye egy kereskedő 1899-ben épült házában kapott helyet, a kiállítás a komi nép etnikai csoportjainak kultúráját mutatja be. A természettudományi részleg a régió ásványaival, növény- és állatvilágával ismerteti meg a látogatót. Szervezetileg a múzeumhoz tartozik I. A. Kuratov, a komi irodalom megteremtőjének emlékmúzeuma is.
- A Nemzeti Galéria Komiföld leggazdagabb szépművészeti múzeuma. 1943-ban alapították, a 20. század végén a város egyik legrégibb épületébe (1888–1890), az egykori papnevelde helyére költözött.
- Komi Nemzeti Zenei-Drámai Színház